# 卡勒瓦

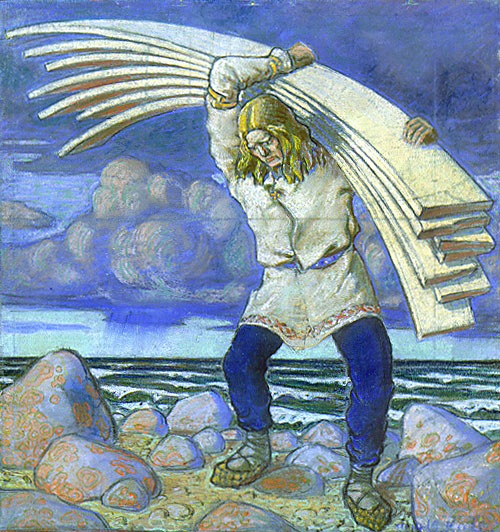
《卡勒瓦之子》，奥斯卡·卡利斯（Oskar Kallis）

卡勒瓦（芬蘭語：Kaleva），或卡勒维（芬蘭語：Kalevi），是波罗的芬兰人神话中的人物。卡勒瓦被视为是古代巨人，但有时也被视为国王。芬兰民族史诗《卡勒瓦拉》的名字来自卡勒瓦这个单词，意为“卡勒瓦的领地”。在芬兰及波罗的芬兰民族神话中更经常提及卡勒瓦的儿子们，他们是巨人或者是王子。
埃利亚斯·伦罗特最终形成的看法为：卡勒瓦是芬兰民族最早的已知先辈。他还认为万奈摩宁、伊尔玛利宁、勒明盖宁、尤卡海宁和库勒沃都是卡勒瓦的子孙后辈。
在芬兰的口头传唱中，卡勒瓦经常跟一些神秘的想象和有关神树的古老崇拜联系在一起。有些地名也是以卡勒瓦来命名的。